# Шарл Берлен
Шарл Берлен, известен още като Шарл Берлинг (на френски: Charles Berling), е френски актьор, роден на 30 април 1958 г.

## Избрана филмография
- „Жул и Жим“ (1995)
- „Нели и г-н Арно“ (1995)
- „Смешно“ (1996)
- „Любов и още нещо“ (1996)
- „Тези, които ме обичат, ще хванат влака“ (1998)
- „Мостът“ (1999)
- „Сантименталностите на съдбата“ (2000)
- „15-и август“ (2001)
- „Силни души“ (2001)
- „Демонът-любовник“ (2002)
- „Името“ (Le Prénom, 2012)